# Drömmen om EG
Drömmen om EG var Räserbajs första officiella utgivning under ett skivbolag, och gavs ut som EP år 1992. Den innehåller totalt fyra spår: "Kollektiv avrättning", "Drömmen om EG", "Klass mot klass" och "... Det som sker".
EP:n spelades in i Jam Lab Studios i Göteborg och släpptes först i egen regi under skivbolagsnamnet "Öronvax Skivbolag", och därefter vid två tillfällen samma år under skivbolaget Kamel Records. Bandet bestod vid inspelningen av Erik Hjortstam (bas, sång), Martin Gustavsson (gitarr, sång) och Rickard Stark (gitarr, sång).
Låten "Drömmen om EG" driver med den politiska debatten i Sverige under tidigt 1990-tal om ett medlemskap i EG (senare EU). Debutsingeln markerade Räserbajs ställning som ett av årtiondets tongivande punkband med upprörda vänsterpolitiska texter om klasskamp och kapitalistisk korruption.